# Бета Павлина
Бета Павлина (лат. Beta Pavonis) — одиночная белая звезда в южном созвездии Павлина. Доступна для наблюдения невооружённым глазом, обладает видимой звёздной величиной 3,42. Годичный параллакс составляет 24,14 мсд при наблюдении с Земли. Звезда расположена на расстоянии 135 световых лет от Солнца. Бета Павлина удаляется от Солнца с лучевой скоростью +4 км/с. Бета Павлина входит в состав движущейся группы звёзд Большой Медведицы, множества звёзд с похожими кинематическими свойствами.
Zorec и Royer (2012) относят данный объект к спектральному классу A5 IV, то есть звезда является субгигантом на поздней стадии эволюции, исчерпавшим водород в ядре и начавшим расширение при движении в сторону ветви красных гигантов на диаграмме Герцшпрунга — Рассела. Однако Houk (1979) относит объект к более позднему классу A7 III, полагая, что звезда уже является гигантом. Бета Павлина имеет радиус 2,3 радиуса Солнца, масса превышает солнечную в 2,51 раза. При оценке возраста в 305 млн лет звезда обладает довольно высокой скоростью вращения, проекция скорости вращения составляет около 75 км/с, в таком случае период обращения составляет около 2 дней. Бета Павлина обладает светимостью около 66 светимостей Солнца, эффективная температура фотосферы составляет около 8184 K. В начале эволюции после формирования звезда, вероятно, относилась к спектральному классу B9.5V и обладала температурой на 2000 K большей, чем в настоящее время. В конце эволюции звезда станет белым карликом с массой около 30 % от современного значения.
Звезда примечательна химическим составом: большое количество магния, кальция, кремния и железа на фоне пониженного содержания других тяжёлых элементов, при этом наблюдается переизбыток церия, стронция и европия. Содержание неодима в 5 раз выше, чем у Солнца.